# Scoparia afghanorum
Scoparia afghanorum là một loài bướm đêm trong họ Crambidae.